# Wiradjuri

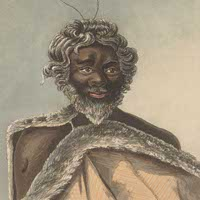
Illustration d'un combattant Wiradjuri.

Les Wiradjuri sont un groupe aborigène d'Australie du centre de la Nouvelle-Galles du Sud.
Au XXIe siècle, les principaux groupes Wiradjuri vivent à Condobolin, Peak Hill, Narrandera et Griffith. Il y a également un nombre significatif de personnes à Wagga Wagga et Leeton, ainsi que des groupes plus petits à West Wyalong, Parkes, Forbes, Cootamundra et Young.

## Nom
Le nom de la ville de Wagga Wagga provient du mot Wiradjuri pour « corneille », dont la répétition du mot indique un pluriel en Wiradjuri. Ainsi, la traduction littérale du nom de la ville serait « endroit peuplé de nombreuses corneilles ».
Le mot Wiradjuri pour se désigner eux-mêmes est Wirraaydhuurray (dialecte du nord; /wiraːjd̪uːraj/) ou Wirraayjuurray (dialecte du sud; /wiraːjɟuːraj/). Il dérive de wirraay, qui signifie « non » ou « pas », avec le suffixe -dhuurray ou -juuray qui signifie « ayant ». Le fait que les Wiradjuri emploient le mot wirraay, au lieu d'autres mots signifiant également « non », était vu comme un signe distinctif de leur langage.
On trouve près de 60 façons différentes de l'écrire, dont : Waradgeri, Warandgeri, Waradajhi, Werogery, Wiiratheri, Wira-Athoree, Wiradjuri, Wiradhuri, Wiradhurri, Wiraduri, Wiradyuri, Wiraiarai, Wiraidyuri, Wirajeree, Wirashuri, Wiratheri, Wirracharee, Wirrai'yarrai, Wirrathuri, Wooragurie.

## Territoire
Les Wiradjuri constituaient le groupe aborigène le plus important de Nouvelle-Galles du Sud. Ils occupaient une grande région au centre de la Nouvelle-Galles du Sud, située entre les Blue Mountains à l'est et Hay à l'ouest, au nord de Nyngan et au sud d'Albury.
L'occupation du territoire par les Wiradjuri se manifeste par des arbres gravés et des restes d'anciens feux de camp. Les arbres gravés se retrouvent plus communément autour des rivières Macquarie et Lachlan au nord, plutôt qu'aux alentours du Murrumbidgee au sud. Des feux de camp ont été retrouvés sur les bords de cours d'eau, et en terrain dégagé, indiquant l'occupation saisonnière régulière par de petits groupes.
Norman Tindale cite Alfred Howitt comme ayant mentionné l'existence de plusieurs de ces groupes tribaux locaux, par exemple, les Narrandera (lézard épineux), les Cootamundra (Kuta-mundra, de la tortue kutamun), les Murranbulla ou Murring-bulle (de maring-bula, deux canoës). Il y avait des différences significatives dans le dialecte de plusieurs secteurs, notamment autour de Bathurst et d'Albury. Les Wiradjuri sont identifiés à un groupe cohérent car ils ont maintenu un cycle de cérémonies qui tourne en cercle autour de la zone tribale. Ce cycle a mené à la concordance des tribus en dépit de la taille importante de leur territoire.

## Style de vie
Le régime Wiradjuri inclut des écrevisses et des poissons tels que la morue de Murray. En saison sèche, ils avaient l'habitude de manger des kangourous, des émeus et des produits issus de la cueillette, comme des fruits, des noix, des pissenlits locaux (Microseris lanceolata), des graines d'acacia et des tubercules d'orchidée. Les Wiradjuri voyageaient dans les zones alpines en été pour fêter la présence des papillons de nuit Bogong (Agrotis infusa).

## Langue
La langue wiradjuri a disparu de l'usage quotidien, mais a été récemment remise au goût du jour grâce aux écrits des premiers anthropologues européens, de Stan Grant, membre du conseil des sages Wiradjuri, et du Dr John Rudder, qui avait étudié précédemment des langues aborigènes en terre d'Arnhem. La langue appartient à la branche des Wiradhuric de la famille des Pama-Nyungan.
En 2016, 457 personnes déclarent parler le wiradjuri à la maison.

## Arrivée des Européens
Les désaccords entre les colons européens et les Aborigènes étaient très violents de 1821 à 1827, en particulier autour de Bathurst, et ont été nommés les « Guerres de Bathurst ». La perte de zones de pêche et de sites importants, et le massacre de peuples aborigènes ont provoqué des représailles sous la forme d'attaques de flèches sur le bétail et les éleveurs. Dans les années 1850, il y avait encore des corroborees (rassemblements cérémoniaux) près de Mudgee mais il y avait moins de tensions. L'installation des Européens avait pris le dessus et la population aborigène déclina.

## Wiradjuris célèbres
- Evonne Goolagong est une célèbre joueuse de tennis.
- Les sages Wiradjuri, Isabell Coe et Neville Williams dit Oncle Chappy, mènent un groupe d'activistes territoriaux et militent en faveur de la Campagne du lac Cowal. Wyndradyne était un important leader de la cause aborigène pendant les guerres de Bathurst.
- Shirley Smith ou « Mum Shirl » (1924-1998), militante humanitaire engagée en faveur de la justice et du bien-être des Aborigènes d'Australie.

## Dans la fiction
La nouvelle Death in the Dawntime, publiée à l'origine dans le The Mammoth Book of Historical Detectives (Mike Ashley, 1995), est une histoire qui tourne autour d'un meurtre qui eut lieu au sein d'une tribu Wiradjuri, avant l'arrivée des Européens en Australie. L'histoire met en évidence divers concepts du folklore et de la tradition Wiradjuri, telle que le ngurupal. Il s'agit d'une zone dans le territoire tribal qui sert pour l'organisation d'assemblées publiques pour les hommes Wiradjuri adultes. Ces assemblées ne sont ouvertes qu'à ceux qui ont accompli le rite de passage de l'enfance à l'âge adulte, ce qui exclut donc les femmes et les jeunes garçons. Une partie des dialogues de cette histoire est en langue wiradjuri. Death in the Dawntime a été écrite par F. Gwynplaine MacIntyre, un auteur britannique qui a passé ses années de formation à l'intérieur du territoire australien, où il rencontra les représentants de beaucoup de cultures indigènes.